# We Never Sleep
We Never Sleep é um filme mudo em curta-metragem norte-americano de 1917, do gênero comédia, estrelado por Harold Lloyd. Foi o último filme de Lloyd com o seu personagem "Lonesome Luke".

## Elenco
- Harold Lloyd - Lonesome Luke
- Snub Pollard
- Bebe Daniels
- Gilbert Pratt
- Fred C. Newmeyer
- Billy Fay
- Bud Jamison

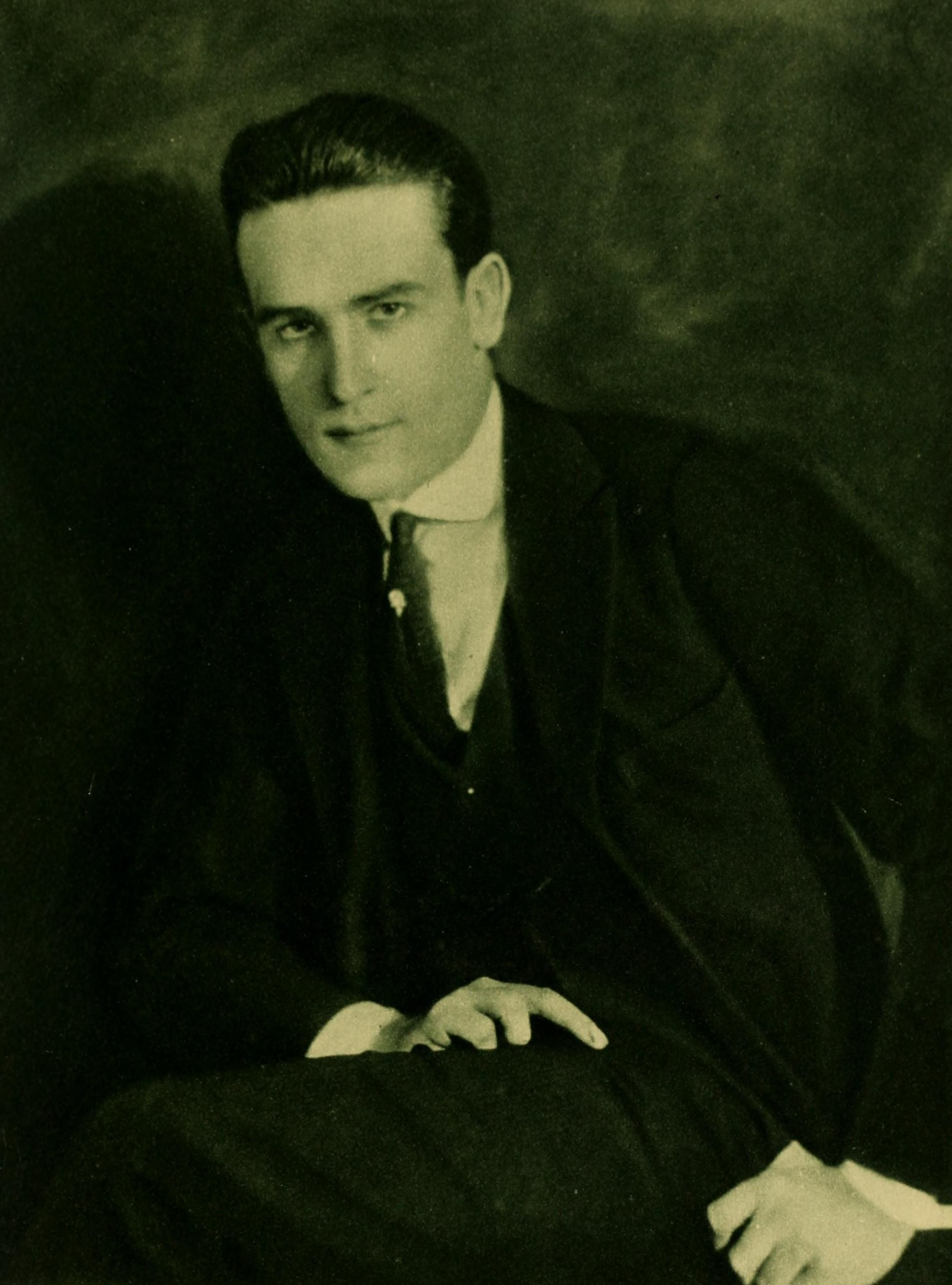
Harold Lloyd

- Charles Stevenson (como Charles E. Stevenson)
- Sammy Brooks
- David Voorhees
- Virginia Baynes
- Dorothea Wolbert
- Max Hamburger
- Gus Leonard
- Ruth Churchill
- Golda Madden
- Estelle Harrison
- Ray Braxton
- John Gardner
- Ardulus Bixby
- Rudolph Bylek
- William Blaisdell
- Marie Mosquini
- Evelyn Page
- Nina Speight
- Walter Stile
- Harry Todd
- Margaret Joslin (como Margaret Joslin Todd)